# Heinrich Groß von Trockau
Pour les articles homonymes, voir Heinrich Gross.
Heinrich III Gross von Trockau (avant 1451, mort le 30 mars 1501 à Bamberg) est prince-évêque de Bamberg de 1487 à sa mort.

## Biographie
Heinrich vient de la maison Groß von Trockau. Il est le fils de Rudolph Groß von Trockau et son épouse Margaretha von Giech.
Heinrich est chanoine à Augsbourg en 1451 puis l'année suivante à Bamberg. Il étudie la même année à Heidelberg ; au début de sa carrière ecclésiastique, il devient diacre le 20 avril 1454. Il va à Rome en 1480.
Heinrich est élu évêque le 1er février 1487, il passe par la porte de la Grâce de la cathédrale et prête serment en présence du prévôt Veit Truchseß von Pommersfelden, qui sera son successeur, et du diacre Hertnid von Stein. Le 15 juillet 1487, il reçoit l'ordination épiscopale de Friedrich von Hohenzollern, l'évêque d'Augsbourg. Le 21, il est confirmé à Nuremberg et le 8 août, l'empereur Frédéric III lui donne les pouvoirs régaliens et tous les droits de sa congrégation.
Heinrich meurt le 30 mars 1501. Son corps est enterré près du chœur. On pose dessus le monument en bronze de Peter Vischer l'Ancien commandé en 1491. Il sera déplace en 1832.

### Source, notes et références
- (de) Cet article est partiellement ou en totalité issu de l’article de Wikipédia en allemand intitulé « Heinrich III. Groß von Trockau » (voir la liste des auteurs).